# Heinrich August Matthäi

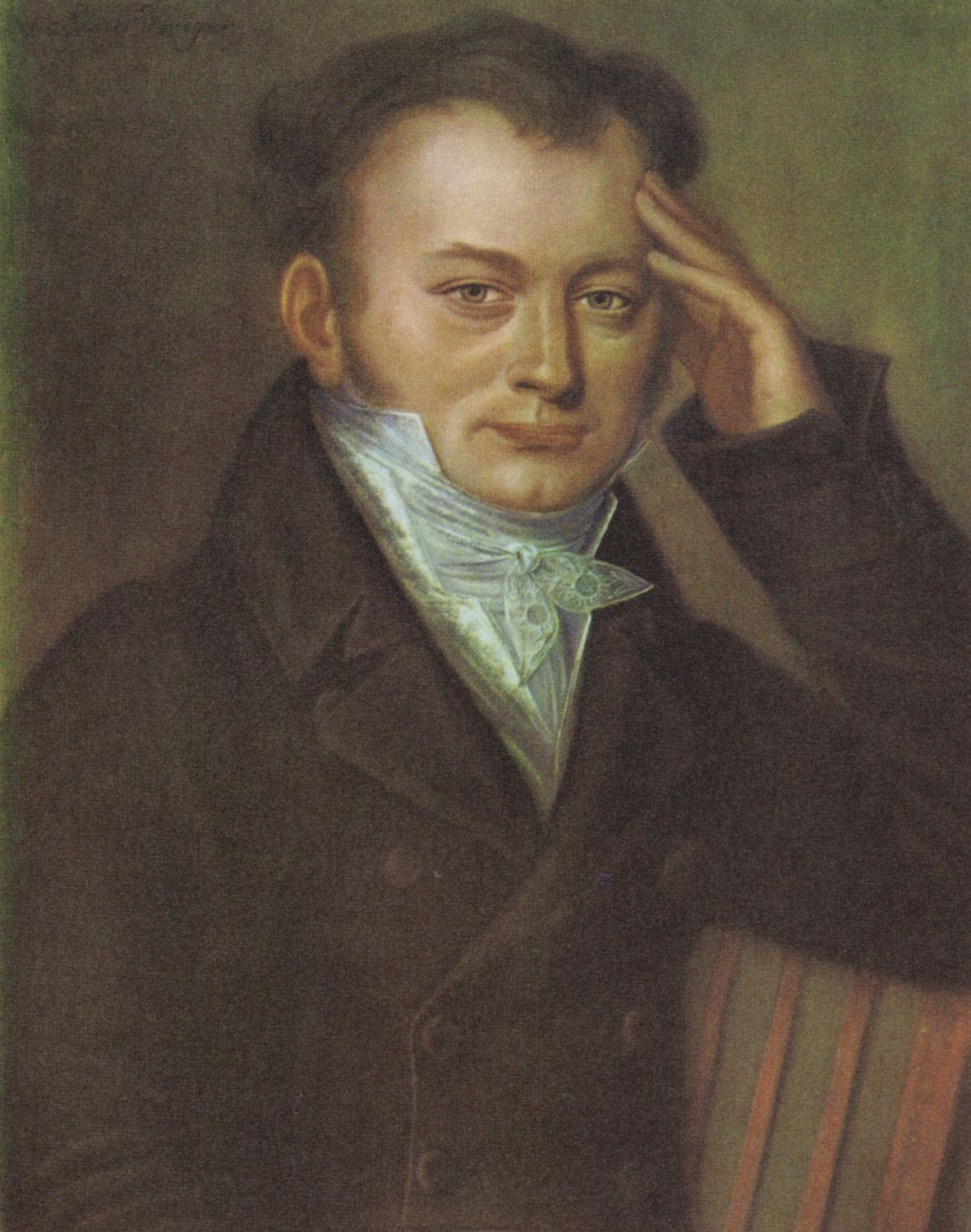
Heinrich August Matthäi (um 1820)

Heinrich August Matthäi (* 3. Oktober 1781 in Dresden; † 4. November 1835 in Leipzig) war deutscher Violinist und Komponist. Er war achtzehn Jahre Konzertmeister des Leipziger Gewandhausorchesters.

## Leben
Über die anfängliche musikalische Ausbildung von Heinrich August Matthäi ist wenig bekannt. Es wird ein Großteil Autodidaktik angenommen. 1803 kam er nach Leipzig und wurde im Gewandhausorchester aufgenommen, nachdem er am 3. Dezember hier solistisch aufgetreten war.
Von der Gewandhausdirektion angeregt, ermöglichten ihm Gönner und Förderer einen Studienaufenthalt in Paris, den er 1804 antrat. Hier vervollkommnete er sein Können am Pariser Konservatorium bei Rodolphe Kreutzer (1766–1831), kehrte im Herbst 1805 wieder nach Leipzig zurück und beeinflusste nun wesentlich das Leipziger Musikleben.
1808 begann er zusammen mit Bartolomeo Campagnoli (1751–1827), Johann Georg Hermann Voigt (1769–1811) und Friedrich Dotzauer (1783–1860) mit der regelmäßigen Aufführung von Streichquartetten, was als die Geburtsstunde des Gewandhaus-Quartetts gilt. Bemerkenswert ist dabei, dass nicht der Konzertmeister des Gewandhausorchesters Campagnoli am ersten Pult saß, sondern Matthäi. Zur Aufführung kamen besonders Werke von Haydn (1732–1809), Mozart (1756–1791) und zunehmend auch von Ludwig van Beethoven (1770–1827).
Nach dem Weggang von Campagnoli wurde Matthäi 1817 Konzertmeister des Gewandhausorchesters. Er erwies sich als ein hervorragender Orchestererzieher, dem es gelang, dem Orchesterspiel vermehrte Sicherheit und strengere Haltung zu geben. Es waren vor allem die Beethoven-Sinfonien, an denen sich das Orchester bewährte. Im Nekrolog für Matthäi schrieb der Musikschriftsteller Carl Ferdinand Becker: „Leipzigs Orchester wurde durch Matthäi berühmt, … und Beethoven selbst erteilte ihm Lobsprüche.“

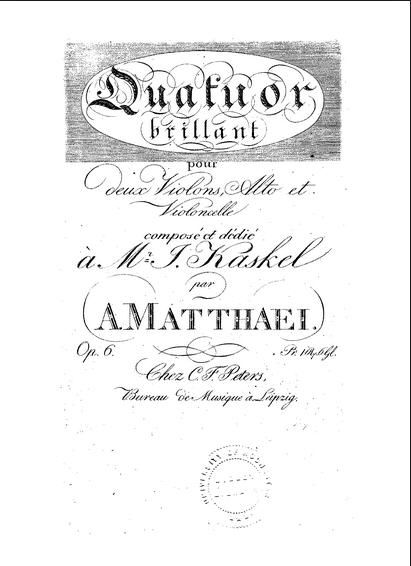
Titelblatt zu seinem Streichquartett op. 6

Matthäi komponierte unter anderem Violinkonzerte und Streichquartette. Er trat auch als Sänger auf, so zum Beispiel 1812 in der Leipziger Aufführung des Oratoriums Das Jüngste Gericht von Louis Spohr (1784–1859).
Ab 1806 war Matthäi Mitglied der Freimaurerloge Minerva zu den drei Palmen.

## Werke (Auswahl)
- 4 Violinkonzerte (op. 2, 9, 15 und 20),
- 2 Streichquartette (op. 6 und 12),
- Fantasie mit Variationen für Violine mit Orchester (op. 8),
- 3 konzertierende Duette  für zwei Violinen (op. 3) sowie
- einige ein- und mehrstimmige Gesänge.[6]